# Aluminiumdiacetaat
Aluminiumdiacetate, ook bekend als (mono)basisch aluminiumacetaat, is een wit poeder met de verhoudingsformule {\displaystyle {\ce {C4H7AlO5}}}, de structuur wordt beter weergegeven door: {\displaystyle {\ce {Al(OH)(CH3COO)2}}}. Het is een van een aantal aluminiumacetaten en kan gesynthetiseerd worden via de reactie van natriumaluminaat, {\displaystyle {\ce {NaAlO2}}}, met azijnzuur.

## Medische toepassingen
Aluminiumdiacetaat wordt toegepast als antisepticum en astringent. Het wordt lokaal toegepast in een vochtige wondbedekking of compres. Het bestrijdt jeuk bij insectenbeten, zwemmerseczeem of na contact met planten als gifsumak en eik. Het biedt verlichting bij huidirritaties ten gevolge van contact met zeep, detergentia, cosmetica of sieraden. Het wordt toegepast om de zwelling bij kneuzingen te verminderen. Aluminiumdiacetaat vindt ook toepassing bij de behandeling of verlichting van de gevolgen van een verscheidenheid aan huidaandoeningen: exceem, luieruitslag en acne. De toepassing gebeurt vaak in de vorm van Burowwater, een 13% oplossing van Aluminiumdiacetaat in water.
Oplossingen van azijnzuur/aluminiumdiacetaat kunnen gebruikt worden om infecties van de uitwendige gehoorgang te behandelen. Dit medicijn stopt de groei van bacteriën en schimmels en heeft ook een drogend effect op de gehoorgang.

## Hechtmiddel voor verf
om kleurstoffen beter aan textiel te laten hechten wordt basisch aluminiumdiacetaat in combinatie met aluminiumtrisacetaat toegepast om onder andere katoenen stoffen een wasechte kleur te geven.